# Comté de Boyle
Le comté de Boyle est un comté de l'État du Kentucky, aux États-Unis. Il a été fondé en 1842 et nommé d'après John Boyle, membre de la Chambre des représentants, juge en chef de la cour d'appel du Kentucky et, plus tard, juge fédéral du district du Kentucky.